# Арафф
Арафф (нем. Araff) — не существующее ныне поселение (затопленная наводнением деревня) на современной территории города Бад-Берлебург (район Зиген-Виттгенштайн, Северный Рейн-Вестфалия, Германия).

## Географическое положение
Населённый пункт располагался севернее современного поселения Арфельд в долине естественного водотока Арфе.

## История
Точно сказать, когда возникла деревня, невозможно. Если принимать во внимание Арфельд, упоминаемый уже в 815 году, деревня Арафф мошла появиться в X веке. Арафф впервые документально упоминается в 1418 году в договоре между Иоганном фон Витгенштейном и Годебертом фон Гацфельдтом. После описи Доцлара и выплаты 300 гульденов Годеберт фон Хацфельдт отказался от деревень Арафф и Хайльгерсхаузен со всеми их угодьями и постройками. В 1439 г. Арафф описывается как заброшенная деревня. В собственности Хацфельдта остался только приходской пфандбриф.